# Horst Bleeker
Horst Bleeker (* 17. Juni 1938 in Bremen; † 6. Oktober 2023) war ein deutscher Schwimmer und Olympiateilnehmer. Er startete für den Bremer Sport-Club.
Bleeker gewann drei Deutsche Meisterschaften:
- 1957 über 200 und 400 m Freistil
- 1959 über 100 m Freistil

Im Jahr 1956 war er Teilnehmer der Olympischen Spiele in Melbourne. Über 100 m Freistil schied er in 1:00,1 min schon im Vorlauf aus. Mit der 4 × 200-m-Freistilstaffel (Hans Köhler, Hans-Joachim Reich, Hans Zierold und Horst Bleeker) hingegen kam er ins Finale und belegte in 8:43,4 min Platz 5. Der Olympiasieg ging an Australien in der Weltrekordzeit von 8:23,6 min.
Im Jahr 1958 war Bleeker beim Schwimmländerkampf Deutschland-Holland über 400 m Freistil in 4:39,4 min siegreich.
Am 7. Mai 1960 wurde er für seine sportlichen Leistungen mit dem Silbernen Lorbeerblatt geehrt.
Nach seiner Karriere war er als Versicherungsmakler in Bremen selbstständig. 2021 zog er in die Nähe seines Sohnes in ein Pflegeheim am Ammersee, wo er am 6. Oktober 2023 starb.